# Joseph Daul
Joseph Daul (ur. 13 kwietnia 1947 w Strasburgu) – francuski polityk, eurodeputowany, przewodniczący grupy Europejskiej Partii Ludowej (Chrześcijańscy Demokraci) w Parlamencie Europejskim VI i VII kadencji, w latach 2013–2019 przewodniczący Europejskiej Partii Ludowej.

## Życiorys
Uzyskał wykształcenie rolnicze, pracował w tym sektorze rolniczym. Uzyskał też promocję w Institut des hautes études de Défense nationale.
W 1989 został merem Pfettisheim, funkcję tę pełnił przez trzynaście lat. Następnie objął stanowisko zastępcy burmistrza tej miejscowości. Na początku lat 80. zasiadał w Europejskim Komitecie Ekonomiczno-Społecznym. Od 1996 do 1999 kierował jedną z grup Komitetu Rolnych Organizacji UE.
Należał do gaullistowskiego Zgromadzenia na rzecz Republiki. Od 2002 działał w powstałej m.in. na bazie RPR Unii na rzecz Ruchu Ludowego, przekształconej następnie w partię Republikanie.
W 1999, 2004 i 2009 uzyskiwał mandat posła do Parlamentu Europejskiego. W latach 2002–2004 przewodniczył Komisji Rolnictwa i Rozwoju Wsi. W 2007, gdy Hans-Gert Pöttering został przewodniczącym PE, wybrano go na przewodniczącego grupy EPP-ED w Europarlamencie VI kadencji. Utrzymał tę funkcję w 2009 w grupie Europejskiej Partii Ludowej (Chrześcijańscy Demokraci). Nie kandydował w kolejnych wyborach w 2014.
Po śmierci Wilfrieda Martensa w 2013 został pełniącym obowiązki przewodniczącego Europejskiej Partii Ludowej. W listopadzie tegoż roku wybrany na nowego przewodniczącego EPP; ugrupowaniem tym kierował do 2019.

## Odznaczenia
- Oficer Legii Honorowej[2]
- Kawaler Legii Honorowej
- Kawaler Orderu Narodowego Zasługi[2]
- Oficer Orderu Zasługi Rolniczej[2]
- Krzyż Wielki Orderu Zasługi Republiki Włoskiej[3]
- Order Księcia Jarosława Mądrego V klasy (Ukraina, 2008)[4]